# Sangmun-dong
Sangmun-dong (koreanska: 상문동) är en stadsdel i staden Geoje i provinsen Södra Gyeongsang, i den södra delen av Sydkorea,
300 km sydost om huvudstaden Seoul. Sangmung-dong ligger på ön Geojedo. 